# Franz Nikolaus Rolffsen
Franz Nikolaus Rolffsen, auch Nicolaus, Nicholas, Rolfsen (* um 1719, wahrscheinlich in Hamburg; † 6. Februar 1802 in Hamburg) war ein deutscher Zeichner und Kupferstecher.

## Leben
1748 erhielt Rolffsen als Bürgersohn selbst das Hamburger Bürgerrecht. Von 1747 bis um 1800 schuf er ein umfangreiches Werk an Illustrationen, Porträts, Ansichten, Plänen, Vignetten, Gedenkblättern und Exlibris. Er galt, so die Einschätzung des Hamburgischen Künstlerlexicons von 1854, als „ein fleissiger und nicht ungeschickter Kupferstecher.“ Werke von ihm finden sich unter anderem in der Hamburgensiensammlung der Hamburger Kunsthalle und in der Einblattdruck-Sammlung des Museums für Hamburgische Geschichte. Da seine Mitwirkung an Kartendrucken oftmals als „F. N. Rolffsen et filii sculps“ Er ist als Beteiligter an dem Druck des Werkes Der Stadt Hamburg Statuten und Gerichts-Ordnung angegeben.

## Werke

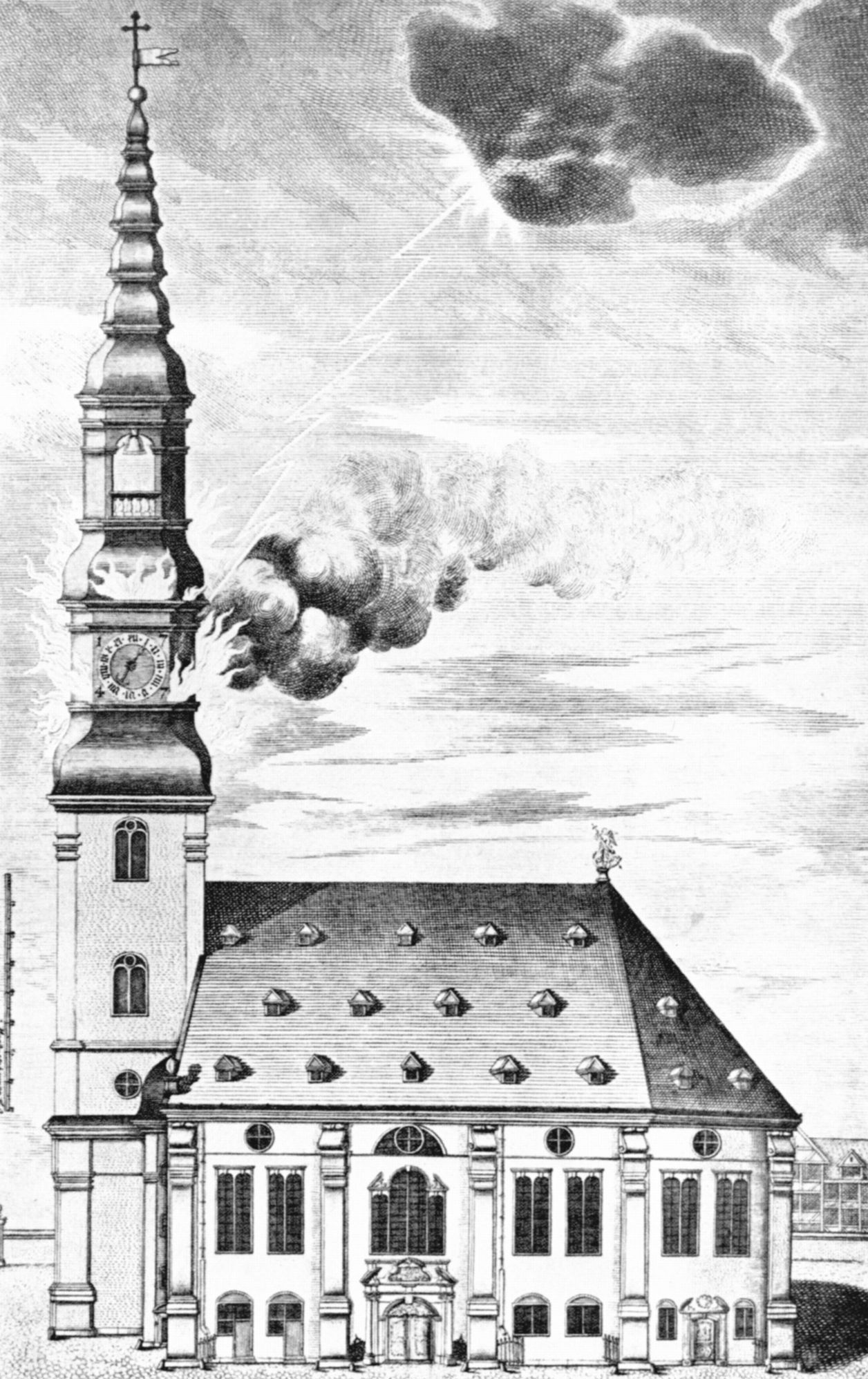
Blitzeinschlag in der Großen Michaeliskirche (1750)

- 1747–1752: der größte Teil der Platten zu Johann Paul Langermanns Münz- und Medaillen-Vergnügen[4]
- 1748: Exlibris für die Commerzbibliothek
- 1750: Ansicht (Prospect) der alten kleinen St. Michaelis-Kirche
- 1750: Ansicht (Prospect) der großen St. Michaeliskirche, wie der Blitz in dieselbe einschlägt; den in vollem Feuer herunterstürzenden Turm der St. Michaeliskirche; ein Blatt in vier Abteilungen, denselben Brand vorstellend
- 1751: die brennenden Gräber in der St. Michaeliskirche
- 1757: die Risse und Ansichten der neuerbauten kleinen St. Michaelis-Kirche, sieben Blatt Folio
- 1757: die Belagerung des Schlosses zu Harburg
- 1760: eine Quäkergesellschaft von 17 Personen am Tische sitzend
- 1760: 8 Kupferstiche zu der Sammlung der Hamburgischen Feuerversicherungs-Anstaltungen und Ordnungen
- 1761: Porträt Georg Friedrich Händels, Frontispiz für Johann Mattheson: Georg Friderich Händels Lebensbeschreibung, nebst einem Verzeichnisse seiner Ausübungswerke und deren Beurtheilung; übersetzet [aus dem Engl. des J. Mainwaring], auch mit einigen Anmerkungen, absonderlich über den hamburgischen Artikel, versehen. Hamburg, Auf Kosten des Übersetzers 1761. Mit gest. Porträt Händels von F. N. Rolffsen [nach T. Chambars].
- 1763: das Altarblatt in der grossen St. Michaeliskirche, nach J. H. Tischbein
- 1779: Vorstellung der Hamburgischen Schiffe im Grönländischen Eis
- 1771: Prospect der grossen Ueberschwemmung des Hammerbrooks 1771
- 1772: Denkmahl für die Nachkommenschaft, in einem accuraten Abrisse derjenigen Hamburgschen Gegenden, welche durch einen am 8. Juli 1771 vom Ober-Wasser in der Neuen-Gamme erfolgten Durch-Bruch des Elb-Deichs, welcher 600 Fuß weit war, bis an das Deich-Thor von Hamburg, überschwemmt worden sind.
- 1774: Karte des Elbstroms nach Capitain Cornelius Martin Wohlers, in vier Blatt
- 1775: accurate Passkaart van’t Helgoland nach Christian Peter Wohlers, 2 Blatt
- 1775: Zeekaart van het Eyland Helgeland
- 1775–1776: die Kupferstiche und Vignetten zu Gottfried Schütze: Geschichte von Hamburg
- 1786: Prospect der zwanzigsten Luftfahrt Blanchards[5]
- 1786: Prospect der neuen Pesthofs-Kirche
- 1787 Johann Gottlieb Möhrings Grundriss von Lübeck

Rolffsen soll auch die Kupferstiche zu William Hogarth: Werke und Kupferstiche moralisch und satyrisch erläutert, erste Abtheilung, die Begebenheit einer Buhlschwester, Hamburg 1769, geliefert haben, ebenso schuf er „eine Unzahl Calenderkupfer und viele kleine Gelegenheitsblätter, reich componirte Convocationszettel und dergleichen.“